# Kökslatin
Kökslatin är en amatörmässig användning av latin. Begreppet har funnits i svenska i ett par hundra år och har sitt ursprung i tyskans Küchenlatein, alltså det (undermåliga) latin man använde i apotekens recept. 